# Aegidius Girs
Aegidius Girs, död 1639, var en svensk historieskrivare.

## Biografi
Aegidius Girs var möjligen son till Laurentius Nicolai Girs som var kyrkoherde i Grödinge socken. Han inskrevs 1608 vid Uppsala universitet med tillnamnet Sudermannus, där han hamnade under inflytande av juridikprofessorn Johannes Messenius. Han ska enligt uppgift ha studerat utomlands tillsammans med Sten Svantesson Bielke och tagit magistergraden.
Girs var i slutet av 1620-talet anställd i rikets kansli och arkiv, han blev senare sekreterare i Svea hovrätt, där han förordnades till assessor 1635. Girs har författat De vera nobilitate libellus.. thet är: om son edelheet en liten tractat (1627), en sammanställning och översättning av litteraturställen om adelskapet, enligt hans uppgift utförd på uppdrag av ridderskapet och adeln. Girs har även författat två krönikor, Konung Gustafs I och Erichs XIV chrönikor (tryckt 1670) och Konung Johan III:s chrönika (utgiven av Anders Anton von Stiernman 1745).